# Condillac (Drôme)
Pour les articles homonymes, voir Condillac.
Condillac est une commune française, située dans le département de la Drôme en région Auvergne-Rhône-Alpes.

## Géographie

### Localisation
Condillac est située à 12 km au nord de Montélimar et à 6 km de Marsanne.

### Relief et géologie
Sites particuliers :
- Arentieu (218 m) ;
- Bramefort (372 m) ;
- le Grand Travers ;
- Serre du Grand Jas (381 m) ;
- Serre du Mouton.

### Hydrographie
La commune est arrosée par les cours d'eau suivants :
- le Grand Vallat[1] ;
- le Leyne[1],[2] ;
- Ravin de Béraud[1] ;
- Ravin de Paressac[1] ;
- Ruisseau de Blomard[1],[3] ;
- Ruisseau de Lachamp[1] ;
- Ruisseau de la Fontaine du Saule[1].

### Climat
Pour des articles plus généraux, voir Climat d'Auvergne-Rhône-Alpes et Climat de la Drôme.
En 2010, le climat de la commune est de type climat méditerranéen altéré, selon une étude du CNRS s'appuyant sur une série de données couvrant la période 1971-2000. En 2020, Météo-France publie une typologie des climats de la France métropolitaine dans laquelle la commune est exposée à un climat méditerranéen et est dans la région climatique  Provence, Languedoc-Roussillon, caractérisée par une pluviométrie faible en été, un très bon ensoleillement (2 600 h/an), un été chaud (21,5 °C), un air très sec en été, sec en toutes saisons, des vents forts (fréquence de 40 à 50 % de vents > 5 m/s) et peu de brouillards. 
Pour la période 1971-2000, la température annuelle moyenne est de 12,8 °C, avec une amplitude thermique annuelle de 17,8 °C. Le cumul annuel moyen de précipitations est de 980 mm, avec 6,7 jours de précipitations en janvier et 4,2 jours en juillet. Pour la période 1991-2020, la température moyenne annuelle observée sur la station météorologique de Météo-France la plus proche, sur la commune de Marsanne à 5 km à vol d'oiseau, est de 13,4 °C et le cumul annuel moyen de précipitations est de 967,5 mm,. Pour l'avenir, les paramètres climatiques de la commune estimés pour 2050 selon différents scénarios d'émission de gaz à effet de serre sont consultables sur un site dédié publié par Météo-France en novembre 2022.

### Voies de communication et transports
Le territoire communal est traversé par la route départementale 107 (RD107) qui permet de rejoindre la RN 7.

## Urbanisme

### Typologie
Au 1er janvier 2024, Condillac est catégorisée commune rurale à habitat très dispersé, selon la nouvelle grille communale de densité à 7 niveaux définie par l'Insee en 2022.
Elle est située hors unité urbaine. Par ailleurs la commune fait partie de l'aire d'attraction de Montélimar, dont elle est une commune de la couronne,. Cette aire, qui regroupe 45 communes, est catégorisée dans les aires de 50 000 à moins de 200 000 habitants,.

### Occupation des sols
L'occupation des sols de la commune, telle qu'elle ressort de la base de données européenne d’occupation biophysique des sols Corine Land Cover (CLC), est marquée par l'importance des forêts et milieux semi-naturels (79,2 % en 2018), une proportion sensiblement équivalente à celle de 1990 (79,5 %). La répartition détaillée en 2018 est la suivante :
forêts (75 %), prairies (14,2 %), terres arables (6,6 %), milieux à végétation arbustive et/ou herbacée (4,2 %). L'évolution de l’occupation des sols de la commune et de ses infrastructures peut être observée sur les différentes représentations cartographiques du territoire : la carte de Cassini (XVIIIe siècle), la carte d'état-major (1820-1866) et les cartes ou photos aériennes de l'IGN pour la période actuelle (1950 à aujourd'hui).

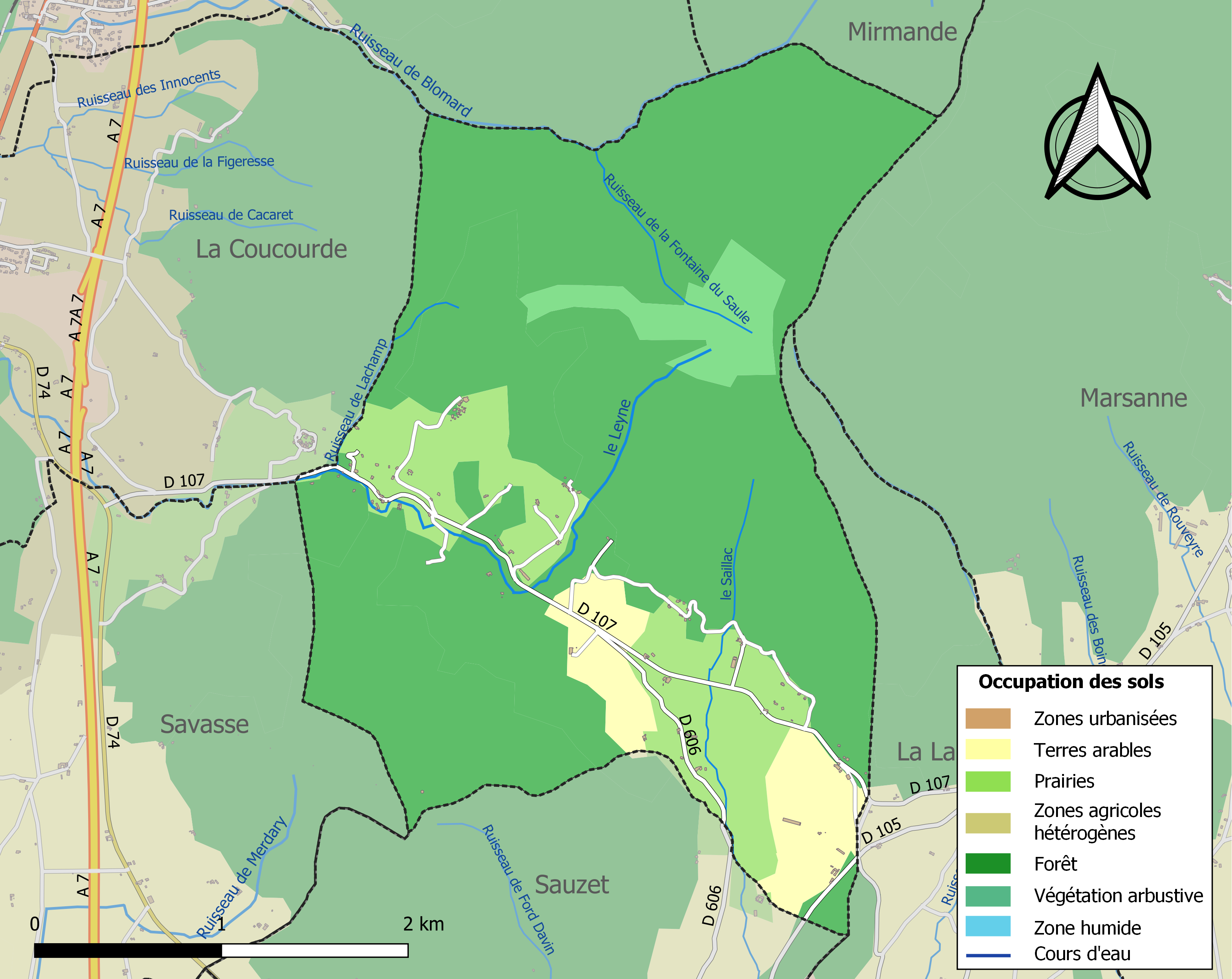
Carte des infrastructures et de l'occupation des sols de la commune en 2018 (CLC).

### Morphologie urbaine

#### Quartiers, hameaux et lieux-dits
Site Géoportail (carte IGN) :
- Chante-Duc
- Châtelan
- Cheynas
- Courriol
- Faure
- Givaude
- Grange Vieille
- Grange Vieille
- Granon
- la Fontaine du Saule
- la Grande Grange
- la Taillas
- le Grand Fenouillet
- le Grand Travers
- le Sagnac
- les Lauziers
- les Mongis
- Loubet
- Morinet
- Paressac
- Rivet
- Ventebrin

## Toponymie

### Attestations
- Antiquité : Conde Illiacum[15],[source insuffisante].

Dictionnaire topographique du département de la Drôme :
- 1360 : castrum de Condilaco et castrum et territorium de Condilhaco, Valentinensis diocesis (cartulaire de Montélimar, 157) ;
- 1397 : Condiliaco (Columbi, De reb. épisc. Valent., 137) ;
- XIVe siècle : mention de la paroisse : capella de Condilhano (pouillé de Valence) ;
- 1509 : mention de l'église Saint-Pierre : ecclesia Sancti Petri Condilhacii (visites épiscopales) ;
- 1548 : Condilhat (terrier de l'évêché de Valence) ;
- 1549 : Condilhacum (terrier de l'évêché de Valence) ;
- 1595 : Condilhas et Condilhac (rôle de tailles) ;
- 1891 : Condillac, commune du canton de Marsanne.

## Histoire
Pour un article plus général, voir Histoire de la Drôme.

### Antiquité
- Établissement grec[15],[source insuffisante].

### Du Moyen Âge à la Révolution
La seigneurie :
- Au point de vue féodal, la terre appartenaient aux abbés de Cruas (Ardèche)[16].
- Elle passe aux Adhémar[16].
  - Possession de Géraud Adhémar[15],[source insuffisante].
- 1360 : acquise par les évêques de Valence[16].
- 1451 : inféodée aux Plovier[16].
  - ou vendue à J. Flovier[15],[source insuffisante].
- 1453 : vendue aux Prion (ou Priam)[16].
  - ou cédée à Jacques de Priam[15],[source insuffisante].
- 1592 : passe (par mariage) aux Forez[16].
- début XVIIe siècle : passe (par mariage) aux Armand, derniers seigneurs[16].

1773 (démographie) : 39 familles (150 personnes).
Avant 1790, Condillac était une communauté de l'élection, subdélégation et bailliage de Valence.

Elle formait une paroisse du diocèse de Valence dont l'église, rebâtie en 1686, était dédiée à saint Pierre. La cure était de la collation de l'évêque diocésain et les dîmes appartenaient au prieur des Tourettes.

### De la Révolution à nos jours
En 1790, la commune est comprise dans le canton de Sauzet. La réorganisation de l'an VIII (1799-1800) la place dans le canton de Marsanne.

## Politique et administration

### Liste des maires
| Période                                                                      | Période                     | Identité                          | Étiquette | Qualité       |
| ---------------------------------------------------------------------------- | --------------------------- | --------------------------------- | --------- | ------------- |
| Les données manquantes sont à compléter. : de la Révolution au Second Empire |                             |                                   |           |               |
| 1790                                                                         | 1871                        | ?                                 |           |               |
| Les données manquantes sont à compléter. : depuis la fin du Second Empire    |                             |                                   |           |               |
| 1871                                                                         | 1874                        | ?                                 |           |               |
| 1874                                                                         | 1878                        | ?                                 |           |               |
| 1878                                                                         | 1884                        | ?                                 |           |               |
| 1884                                                                         | 1888                        | ?                                 |           |               |
| 1888                                                                         | 1892                        | ?                                 |           |               |
| 1892                                                                         | 1896                        | ?                                 |           |               |
| 1896                                                                         | 1900                        | ?                                 |           |               |
| 1900                                                                         | 1904                        | ?                                 |           |               |
| 1904                                                                         | 1908                        | ?                                 |           |               |
| 1908                                                                         | 1912                        | ?                                 |           |               |
| 1912                                                                         | 1919                        | ?                                 |           |               |
| 1919                                                                         | 1925                        | ?                                 |           |               |
| 1925                                                                         | 1929                        | ?                                 |           |               |
| 1929                                                                         | 1935                        | ?                                 |           |               |
| 1935                                                                         | 1945                        | ?                                 |           |               |
| 1945                                                                         | 1947                        | ?                                 |           |               |
| 1947                                                                         | 1953                        | ?                                 |           |               |
| 1953                                                                         | 1959                        | ?                                 |           |               |
| 1959                                                                         | 1965                        | ?                                 |           |               |
| 1965                                                                         | 1971                        | ?                                 |           |               |
| 1971                                                                         | 1977                        | ?                                 |           |               |
| 1977                                                                         | 1983                        | ?                                 |           |               |
| 1983                                                                         | 1989                        | ?                                 |           |               |
| 1989                                                                         | 1995                        | ?                                 |           |               |
| 1995                                                                         | 2001                        | ?                                 |           |               |
| ?                                                                            | ?                           | Françoise d'Andigné               |           |               |
| 2001                                                                         | 2008                        | Raymond Burel                     | DVD       | retraité      |
| 2008                                                                         | 2014                        | Raymond Burel                     |           | maire sortant |
| 2014                                                                         | 2020                        | Raymond Burel                     |           | maire sortant |
| 2020                                                                         | En cours (au 27 avril 2021) | Jacky Goutin[source insuffisante] |           |               |

## Population et société

### Démographie
L'évolution du nombre d'habitants est connue à travers les recensements de la population effectués dans la commune depuis 1793. Pour les communes de moins de 10 000 habitants, une enquête de recensement portant sur toute la population est réalisée tous les cinq ans, les populations de référence des années intermédiaires étant quant à elles estimées par interpolation ou extrapolation. Pour la commune, le premier recensement exhaustif entrant dans le cadre du nouveau dispositif a été réalisé en 2006.

En 2022, la commune comptait 133 habitants, en évolution de −5,67 % par rapport à 2016 (Drôme : +2,64 %, France hors Mayotte : +2,11 %).
| 1793 | 1800 | 1806 | 1821 | 1831 | 1836 | 1841 | 1846 | 1851 |
| ---- | ---- | ---- | ---- | ---- | ---- | ---- | ---- | ---- |
| 175  | 183  | 189  | 218  | 195  | 216  | 191  | 173  | 182  |

| 1856 | 1861 | 1866 | 1872 | 1876 | 1881 | 1886 | 1891 | 1896 |
| ---- | ---- | ---- | ---- | ---- | ---- | ---- | ---- | ---- |
| 195  | 185  | 180  | 187  | 195  | 214  | 172  | 158  | 148  |

| 1901 | 1906 | 1911 | 1921 | 1926 | 1931 | 1936 | 1946 | 1954 |
| ---- | ---- | ---- | ---- | ---- | ---- | ---- | ---- | ---- |
| 141  | 136  | 130  | 114  | 103  | 101  | 96   | 97   | 106  |

| 1962 | 1968 | 1975 | 1982 | 1990 | 1999 | 2006 | 2011 | 2016 |
| ---- | ---- | ---- | ---- | ---- | ---- | ---- | ---- | ---- |
| 98   | 93   | 86   | 88   | 124  | 133  | 145  | 142  | 141  |

| 2021 | 2022 | - | - | - | - | - | - | - |
| ---- | ---- | - | - | - | - | - | - | - |
| 134  | 133  | - | - | - | - | - | - | - |

### Enseignement
La commune de Condillac relève de l'académie de Grenoble.

### Manifestations culturelles et festivités
- Fête patronale : premier week-end d'août[15].

### Loisirs
- Chasse et pêche[15].

### Médias
- Le quotidien régional Le Dauphiné libéré est distribuée dans la commune. Ce journal dispose d'une rédaction et d'un service commercial dans la ville de Montélimar.
- L'hebdomadaire L'Agriculture Drômoise, journal d'informations agricoles et rurales, couvre l'ensemble du département de la Drôme.

### Cultes
La communauté catholique et l'église (propriété de la commune) sont rattachées à la Paroisse Sainte Anne sur Roubion et Jabron, elle-même rattachée au diocèse de Valence.

## Économie

### Agriculture
En 1992 : lavandin, céréales.

### Industrie
En 1845, une source d'eau gazeuse été découverte dans le lit de la rivière le Leyne. Cette eau a été commercialisée, sous le nom de « La Reine des eaux de table », jusqu'en 1978. En 1992, cette source minérale semble être toujours exploitée (hépatiques).

## Culture locale et patrimoine

### Lieux et monuments
- Château de Condillac : donjon quadrangulaire du XIe siècle masqué par les ajouts des XVIe et XVIIe siècles, restauré au XIXe siècle (propriété privée appartenant à la même famille depuis 1450 et qui ne se visite pas).
- Église Saint-Pierre-aux-Liens.
- Chapelle désaffectée (XIIe siècle).

### Personnalités liées à la commune
- Françoise d'Andigné (1908-1996) : maire de la commune de Condillac, chevalier de la Légion d'honneur, Croix de guerre 1939-1945 avec palme[réf. nécessaire].

### Héraldique, logotype et devise
| Blason de Condillac | Blason  | Fascé d'argent et de gueules, à l'écu d'or mouvant de la pointe et chargé d'un dauphin d'azur, barbé, crêté, lorré, oreillé et peautré de gueules ; au chef d'azur chargé d'une chaîne d'or posée en fasce.                    |
| Blason de Condillac | Détails | Les chaînes sont les attributs du saint patron de l'église Saint-Pierre-aux-Liens ; le dauphin est celui de la province du Dauphiné et le fascé vient du blason des Armand de Forest[réf. nécessaire]. Adopté en octobre 2013. |